# Тамаруго амазонійський
Тамару́го амазонійський (Conirostrum margaritae) — вид горобцеподібних птахів родини саякових (Thraupidae). Мешкає в Амазонії.

## Опис

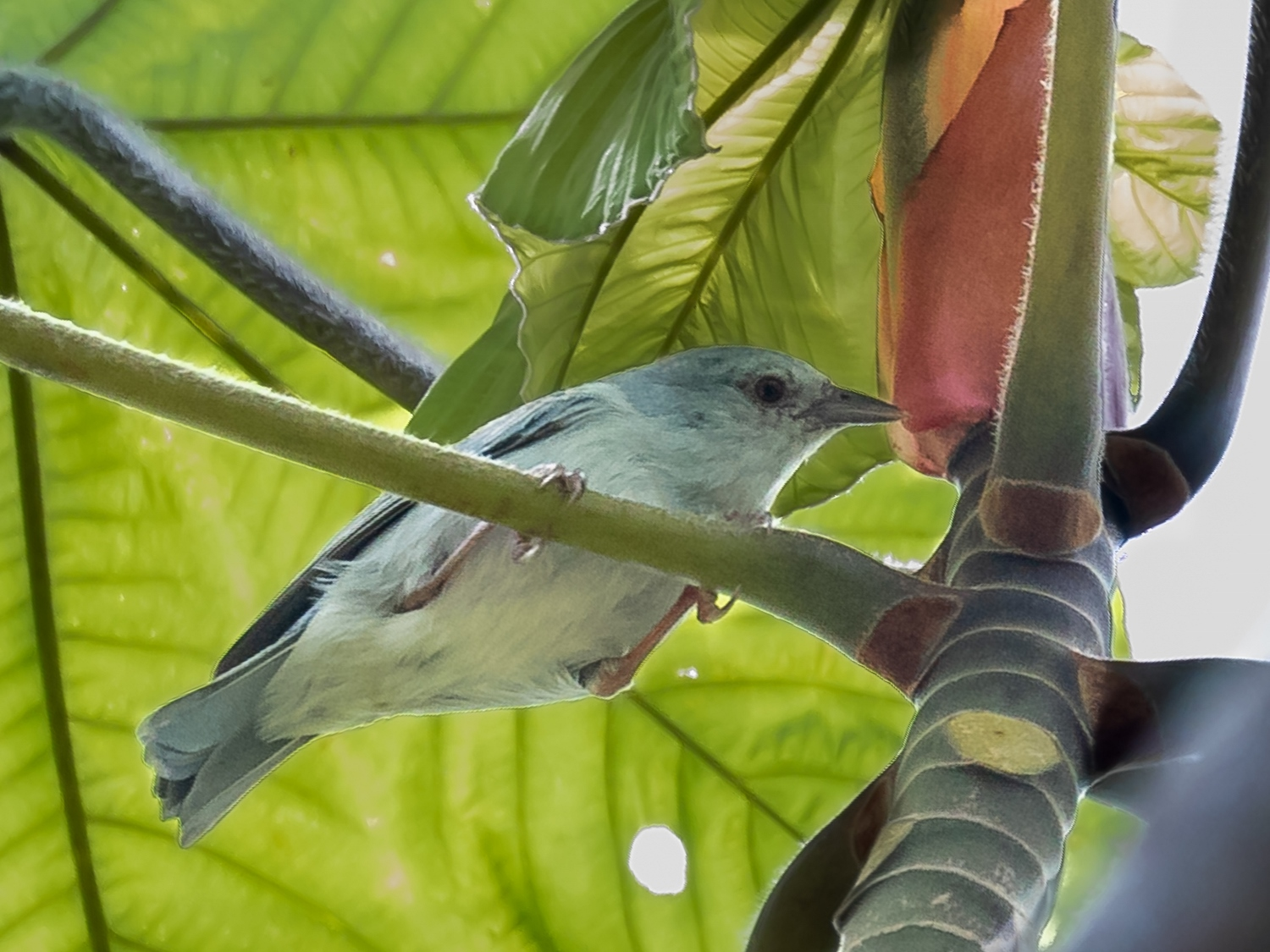
Амазонійський тамаруго

Довжина птаха становить 11,5 см. Верхня частина тіла світло-блакитнувато-сіра, нижня частина тіла світліша, білувато-сіра, живіт білуватий. Очі світлі, червонуваті. Дзьоб темний, гострий, дещо вигнутий. Лапи світло-коричневі.

## Поширення і екологія
Амазонійські тамаруго локально поширені на північному заході Перу (у верхній течії Амазонки, біля гирла річки Напо в Лорето), в Бразилії (в середній течії Амазонки, від гирла Ньямунди до гирла Ріу-Неґру), а також на півночі Болівії (в долинах річок Бені, Маморе і Мадре-де-Дьйос). Вони живуть у варзейських лісах (тропічних лісах у заплавах Амазонки і її притоків) та на річкових островах, в заростях Gynerium і Cecropia. Зустрічаються переважно на висоті до 150 м над рівнем моря.

## Збереження
МСОП класифікує цей вид як вразливий. Амазонійським тамаруго загрожує знищення природного середовища.